# Pterois russelii
Pterois russelii és una espècie de peix pertanyent a la família dels escorpènids.

## Descripció
- Fa 30 cm de llargària màxima.[3][4]

## Hàbitat
És un peix marí, associat als esculls de corall i de clima tropical (40°N-40°S) que viu entre 15-60 m de fondària.

## Distribució geogràfica
Es troba des del Golf Pèrsic i l'Àfrica oriental fins a Nova Guinea i Austràlia Occidental.

## Observacions
És verinós per als humans.